# عظم (هندسة)
العظم، بالضم، عند المهندسين يطلق على قسم الكمية المتصلة. والكمية المتصلة يقال لأقسامها وهي الخط والسطح والجسم والمكان والزمان أعظام. والأعظام إذا نسب بعضها إلى بعض وقدر بعضها ببعض يقال لها مقادير.